# Bec de gaz
Le bec de gaz est la partie d’une lampe fonctionnant au gaz d'éclairage, où a lieu la combustion. Par extension, le terme désigne aussi le luminaire (lampe, lanterne ou réverbère) fonctionnant au gaz d'éclairage.

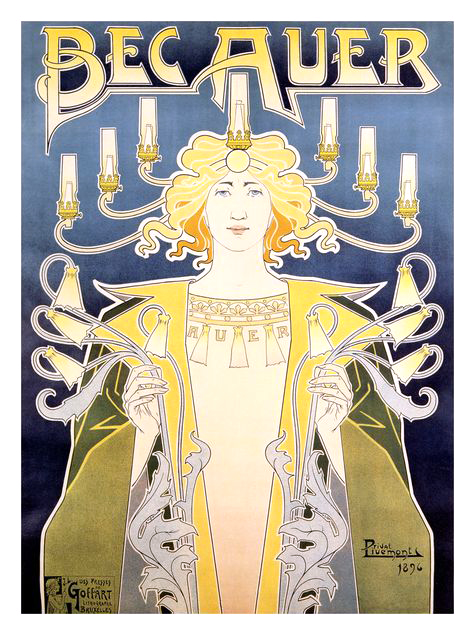
Henri Privat-Livemont : bec Auer.

## Histoire
À partir de 1812, l'éclairage public est réalisé au moyen du gaz d'éclairage, gaz de houille essentiellement ou autres gaz manufacturés. Les réverbères ou becs de gaz fleurissent en remplacement des lampes à huile.
Au début, pour déterminer le pouvoir éclairant des becs de gaz, l'étalon est la lampe à huile. On estime la qualité des différents becs de gaz par rapport au plus abouti des becs à huile, la lampe carcel.
Les becs de gaz produisent une lumière très vive que l'on n'aura de cesse d'améliorer.

## Bec Bunsen
Le bec Bunsen est un appareil de laboratoire inventé par Michael Faraday.

## Becs principaux
Les meilleurs becs seront ceux qui réaliseront des conditions de combustion telles que le pouvoir lumineux sera le plus fort possible avec la moindre consommation de gaz. On distingue :

### Becs bougie
Les becs bougie: consistent en un bouton métallique percé d'un trou circulaire.

### Becs d'Argand
Les becs à trous circulaires disposés en couronne, dits becs d'Argand, qui fournissent une flamme cylindrique. Ces becs, à double courant d'air, doivent être alimentés par une quantité d'air limitée. De là diverses dispositions de paniers, etc. Les becs à flamme circulaires sont dérivés du bec à flamme tubulaire à double courant d'air inventé pour l'huile par Argand, et sont ainsi appelés "de type Argand". Ce bec peut être considéré, en réalité, comme une réunion de becs-bougies. Il consiste, en effet, essentiellement en un anneau, percé d'un certain nombre de petits trous circulaires placés sur une circonférence de cercle et assez rapprochés les uns des autres pour que leurs flammes se réunissent immédiatement au-dessous des orifices et ne forment qu'une flamme unique à peu près cylindrique. Dans un pareil bec, l'action de l'air n'a plus lieu sur chacune des flammes émanant des trous, mais en dedans et en dehors de la flamme qui en résulte. Le pouvoir lumineux d'un bec d'Argand est bien plus grand que celui des becs isolés qui le composent, mais il nécessite l'emploi d'une cheminée pour régulariser l'accès de l'air.

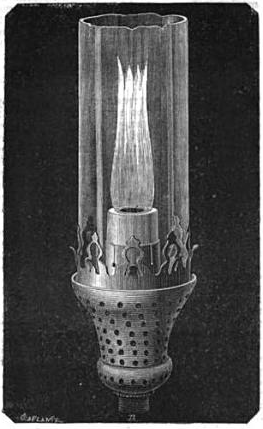
Bec Bengel.
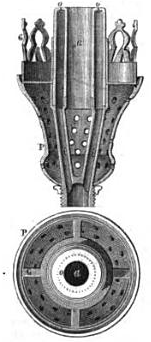
Bec Bengel (plan et coupe).
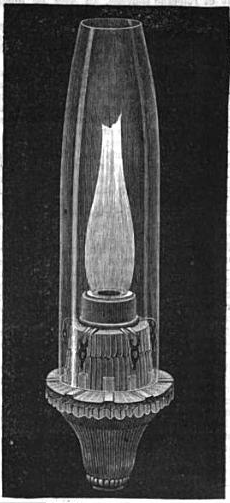
Bec Monnier.
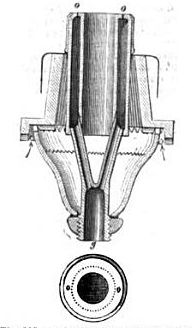
Bec Monier (plan et coupe).

#### Becs Bengel
Le bec Bengel à panier en porcelaine P et à 30 trous. Ce panier est percé d'un certain nombre de trous pour l'arrivée de l'air qui se rend dans le tuyau o central. Le gaz arrive en se bifurquant par deux canaux ti qui le conduisent aux trous disposés circulairement en O. Une galerie G en laiton reçoit la cheminée de verre. Ce système de bec sert, à Paris, pour l'essai du pouvoir éclairant du gaz.

#### Becs Monnier
Le bec Monnier, à panier massif, en cristal, et par conséquent transparent, disposition qui a l'avantage de ne pas donner d'ombre au-dessous du bec. Le gaz arrive par G, se bifurque et sort en o, o. L'air arrive dans la direction indiquée par les flèches (fig 305), en quantité moindre que dans le bec Bengel. Aussi y a-t-il une économie de 13 à 14 % de gaz, à pouvoir éclairant égal, comparativement au bec Bengel type.

### Becs papillon
Les becs à fente appelés aussi bec-papillon ou bec chauve-souris. Le bec à flamme papillon possède une tête fendue et est fabriqué en métal ou stéatite. Ces becs donnent une flamme plate qui, pour une même quantité de gaz, présente une surface bien plus considérable. Le bec papillon, à la dimension réglementaire de 0/10 de millimètre pour la largeur de la fente, dit bec de ville, est employé à Paris pour l'éclairage des lanternes de la voie publique il a l'avantage de pouvoir brûler sous des pressions assez faibles, sans que la flamme atteigne des dimensions trop réduites, et il donne, à égalité de consommation de gaz, un pouvoir éclairant supérieur à celui que fournissent presque tous les autres becs à fente.

### Becs Manchester

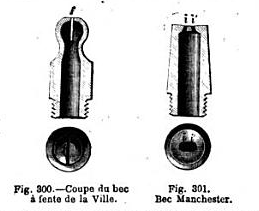
Bec à fente et bec Mancheter.
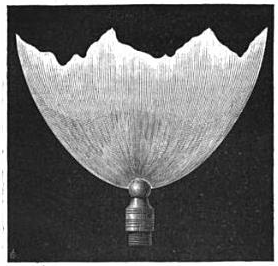
Flamme du bec fendu de la Ville de Paris.

Le bec à trois trous ou en queue de poisson, dit aussi bec Manchester. Le bec Manchester: formé d'un tube dont le bout est percé de deux trous obliques et convergents. Les deux jets de gaz qui s'en échappent se rencontrent et s'épanouissent en formant une flamme plate en éventail. Ce bec exige, pour fonctionner, une assez forte pression de gaz et, lorsque l'on veut monter la flamme au-delà d'une certaine limite, un sifflement désagréable se fait entendre. Préféré toutefois au bec papillon lorsqu'il y a un globe en verre.

### Autres becs
- Bec Maccaud[5].
- Bec à demi-fente circulaire de Dumas[1].
- Bec Bourgeois[1].
- Bec Dubai[1].
- Bec Albert possède un levier pour le réglage de la flamme qui permet aussi de la mettre en veilleuse[3].

Le verre possède de minuscules perforations pour rendre la flamme plus blanche.

## Becs intensifs et incandescents
Avec la concurrence des éclairages électriques, les becs de gaz s'améliorent.
Des becs intensifs, puis des becs à incandescence seront utilisés.

### Bec intensif
Bec intensif : par exemple le bec dit « de la rue du Quatre Septembre ». Six becs papillons disposés en cercle forment une grande couronne de flamme.

### Bec Auer
Bec Auer : la flamme bleue et chaude du bec Bunsen fut appliquée à l'éclairage pour porter à l'incandescence un mélange d'oxydes de thorium et de cérium par Carl Auer von Welsbach à partir de 1885. Le bec Auer utilise un verre droit ou des formes voisines tant qu'il est fabriqué avec une galerie à fond ouvert, mais un verre renflé à six trous quand la galerie est à fond fermé (à partir de 1905 env.). Les manchons se font dans différentes tailles et différentes textures.

### Becs intensifs à Narbonne vers 1860

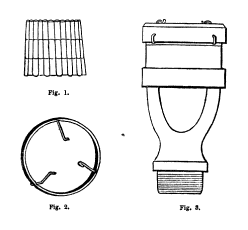
Bec de gaz développé pour les besoins du gaz d'éclairage à Narbonne. La forme de ces mèches (Fig. 1) se rapproche de celle d'une corbeille renversée sans fond. Elles sont fixées par trois supports (Fig. 2), en fil de platine de 0.75 mm d'épaisseur, à un anneau circulaire qui passe sur la couronne (Fig. 3) ; la distance entre celle-ci et la base de la mèche est de 4 mm.

La thermolyse de l'eau sur du charbon de bois menée à l'usine à gaz de Narbonne en 1859, produit un gaz contenant de l'hydrogène et de l'oxyde de carbone. Le travail d'épuration conduit à un gaz composé à 95 % d'hydrogène, utilisé pour l'éclairage. L'usage de l'hydrogène, quasi pur, conduit à l'utilisation de becs de gaz en platine : la température élevée de la flamme de l'hydrogène aurait bientôt altéré les couronnes, si elles étaient en laiton (cuivre jaune). Cet anneau en platine constitue la seule différence entre ces couronnes et celles qui sont employées dans l'éclairage au gaz de houille ; peut-être aussi le diamètre des orifices est-il un peu moindre que dans ce dernier système.
Dans la flamme sont placées les mèches en fil de platine. La forme de ces mèches  se rapproche de celle d'une corbeille renversée sans fond. Elles sont fixées par trois supports, en fil de platine de 0,75 mm d'épaisseur, à un anneau circulaire qui passe sur la couronne ; la distance entre celle-ci et la base de la mèche est de 4 mm.
En 1859, Narbonne qui compte 12 000 habitants, est éclairée par 214 becs. Chez les particuliers on en trouve 150. Chaque jour sont  consommés 650 ou 700 m3 de gaz.
Les becs sont de trois dimensions différentes d'après le nombre des trous dont leurs couronnes sont percées; il y en a de 20, de 16 et de 12 trous ou jets.
Consommation et pouvoir éclairant des becs
Becs à 20 jets : 
- Consommation par heure : 380 litres
- Pouvoir éclairant : 16 bougies (environ 16 candelas).

Becs à 16 jets :
- Consommation par heure : 230 litres.
- Pouvoir éclairant : 12 bougies.

Becs à 12 jets :
- Consommation par heure : 175 litres.
- Pouvoir éclairant : 7 bougies.

« Sous le rapport de la beauté, l'éclairage au gaz hydrogène laisse peu de chose à désirer. Ce qui rend cette lumière si belle, c'est sa grande fixité, son immobilité; ce n'est pas d'une flamme jamais tranquille, toujours vacillante, c'est d'un corps solide, chauffé à blanc, qu'émane la lumière. Aussi ne fatigue-t-elle aucunement les yeux, et ce qui m'a toujours frappé, c'est qu'on peut regarder fixement la mèche radiante sans que la vue en soit blessée. »
« Cet éclairage jouit aussi d'un grand pouvoir pénétrant. En général les réverbères dans les rues de Narbonne sont distants entre eux de 50 mètres, et cependant la ville est parfaitement éclairée. J'ai passé par une rue qui avait une longueur de 99 mètres, sur une largeur de 4,5 mètres, et qui, étant peu fréquentée, ne recevait de lumière que de deux réverbères, placés à ses extrémités, et dans chacun desquels brûlait un bec à vingt jets; l'éclairage de cette rue était encore très-suffisant. »
« Un seul bec à 16 jets, placé devant l'usine, dans un réverbère qui était élevé à 4 mètres au-dessus du sol, donnait assez de lumière pour qu'on pût lire sans peine un journal à une distance horizontale de 10 mètres, et voir l'heure à la montre à une distance de 45 mètres. »

## À partir de 1900
À partir de 1900, une augmentation de la pression du gaz permettra l'utilisation de becs renversés dont la luminosité n'est plus entravée par des parties métalliques. Le manchon est en forme de boule accrochée à une bague en céramique ou en métal. Le brevet le plus connu sur le continent européen est celui d'Otto Mannesmann (de). Les lampes d'après ce brevet furent construites par différents sociétés, dont Ehrich et Graetz de Berlin sus la marque Graetzin.

### Bec Farkas
Bec Farkas: breveté en France vers 1903 d'après les travaux de Bernd et Cervenka (Prague).
Des becs à plusieurs manchons furent introduits en éclairage industriel et public et sont largement en usage de nos jours en Allemagne. Le nombre de manchons peut varier de deux à plus de dix.

### Bec Bré
Bec Bré: pour le propane ou butane, utilisé dans les endroits à l'écart des réseaux d'électricité encore de nos jours, fonctionne à une pression plus élevée que le gaz naturel ou le gaz de ville. Les lampes Bré sont basées sur le principe de l'incandescence par le gaz. Une flamme bleue et chaude alimentée en butane ou propane sous haute pression (1,500 mbar) porte à incandescence un manchon vendu non brûlé, c'est-à-dire souple. Ce manchon, à l'origine, était vendu avec une bague à trois encoches qui s'adaptait, à l'image d'une ampoule à baïonnette, à l'embout du brûleur. Ces manchons ne se trouvent plus sur le marché depuis la disparition des Ets. Guiblais, mais peuvent être avantageusement remplacés par des manchons souples destinés à un autre type de lampes.

### Lampe Mariva
Lampe Mariva, proche du bec Bré : fonctionne sous basse pression et utilise des manchons rigides sur bague en céramique. Les lampes Mariva sont basées sur le principe de l'incandescence par le gaz. Une flamme bleue et chaude alimentée en butane ou propane sous basse pression (28 mbar pour le butane, 36 pour le propane) porte à incandescence un manchon vendu brûlé, c'est-à-dire rigide. Des appliques, suspensions et lustres Mariva sont encore en usage.

## Utilisations modernes du gaz

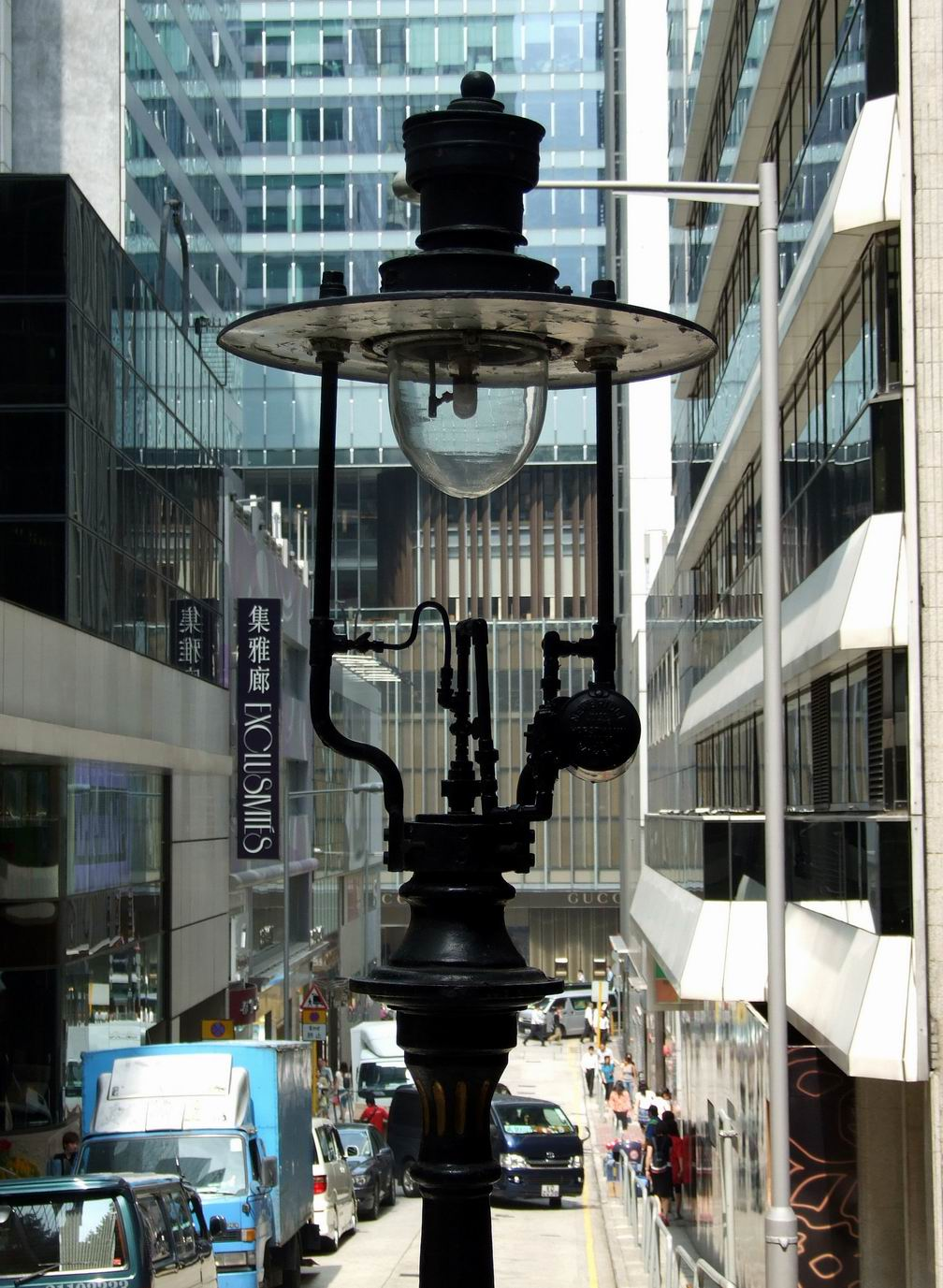
Lampe à gaz DuddellStreet à Hong Kong.

## Protection en verre
Un globe simple ou décoré peut protéger la flamme des courants d'air. En éclairage public, la lanterne joue ce rôle important.